# Negative Binomialverteilung
Die negative Binomialverteilung (auch Pascal-Verteilung) ist eine univariate Wahrscheinlichkeitsverteilung. Sie zählt zu den diskreten Wahrscheinlichkeitsverteilungen und ist eine der drei Panjer-Verteilungen.
Sie beschreibt die Wahrscheinlichkeit, dass in einem Bernoulli-Prozess nach {\displaystyle k} Misserfolgen genau {\displaystyle r} Erfolge eingetreten sind.
Neben der Poisson-Verteilung ist die negative Binomialverteilung die wichtigste Schadenzahlverteilung in der Versicherungsmathematik. Dort wird sie insbesondere als Schadenzahlverteilung in der Krankenversicherung benutzt, seltener im Bereich Kraftfahrzeug-Haftpflicht oder Kasko.

## Herleitung der negativen Binomialverteilung

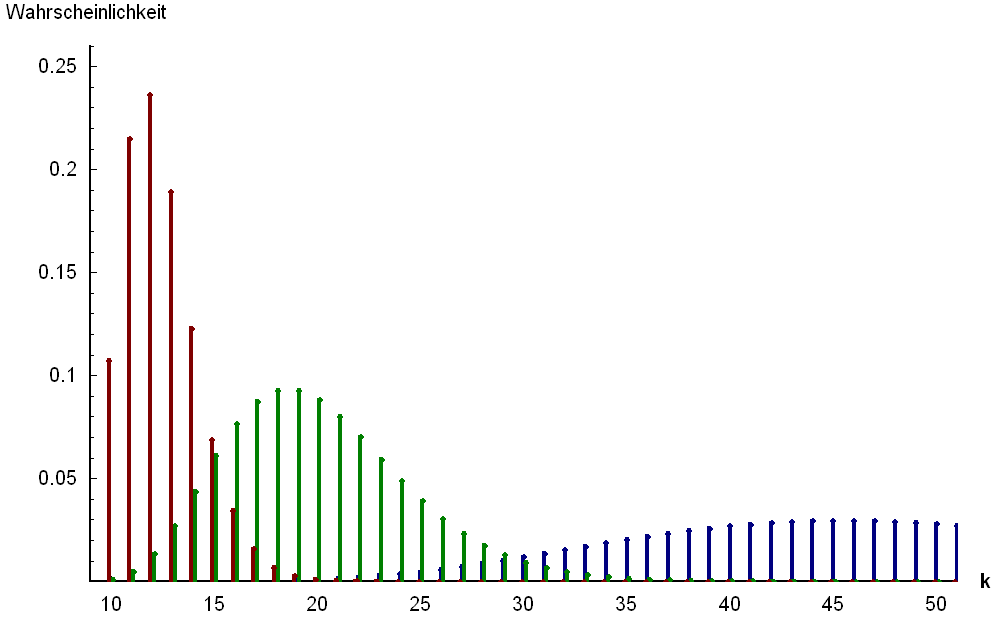
Wahrscheinlichkeitsfunktion der negativen Binomialverteilung (Variante A) für ; (blau), (grün) und (rot)

Man kann diese Verteilung mit Hilfe des Urnenmodells mit Zurücklegen beschreiben: In einer Urne befinden sich zwei Sorten Kugeln (dichotome Grundgesamtheit). Der Anteil der Kugeln erster Sorte beträgt {\displaystyle p}. Die Wahrscheinlichkeit, dass eine Kugel erster Sorte gezogen wird, beträgt also {\displaystyle p}.
Es wird nun so lange eine Kugel gezogen und wieder zurückgelegt, bis erstmals genau {\displaystyle r} Kugeln erster Sorte resultieren. Man kann eine Zufallsvariable {\displaystyle X}: „Zahl der Versuche, bis erstmals {\displaystyle r} Erfolge resultieren“ definieren. Die Zahl der Versuche liegt in der Menge {\displaystyle \{n\in \mathbb {N} |n\geq r\}}. {\displaystyle X} hat abzählbar unendlich viele mögliche Ausprägungen.
Die Wahrscheinlichkeit, dass {\displaystyle n} Versuche nötig waren, um {\displaystyle r} Erfolge zu erzielen, also {\displaystyle P(X=n)}, berechnet man nach folgender Überlegung:
Es sollen zum jetzigen Zeitpunkt bereits {\displaystyle n-1} Versuche stattgefunden haben. Es wurden insgesamt {\displaystyle r-1} Kugeln  erster Sorte gezogen. Die Wahrscheinlichkeit dafür wird durch die Binomialverteilung der Zufallsvariablen {\displaystyle Y}: „Zahl der Kugeln erster Sorte bei {\displaystyle n-1} Versuchen“ angegeben:
{\displaystyle \operatorname {P} (Y=r-1)={{n-1} \choose {r-1}}p^{r-1}(1-p)^{n-1-(r-1)}.}
Die Wahrscheinlichkeit, dass nun eine weitere Kugel erster Sorte gezogen wird, ist dann
{\displaystyle \operatorname {P} (X=n)=\operatorname {P} (Y=r-1)\cdot p.}
Eine Zufallsvariable {\displaystyle X} heißt damit negativ binomialverteilt {\displaystyle \operatorname {NB} (r,p)} mit den Parametern {\displaystyle r} (Anzahl der erfolgreichen Versuche) und {\displaystyle p} (Wahrscheinlichkeit des Eintretens eines Erfolges im Einzelversuch), wenn sich für sie die Wahrscheinlichkeitsfunktion
{\displaystyle \operatorname {P} (X=n)={{n-1} \choose {r-1}}p^{r}(1-p)^{n-r}}
angeben lässt.
Diese Variante wird hier Variante A genannt, um Verwechslungen vorzubeugen.

### Alternative Definition
Eine diskrete Zufallsgröße {\displaystyle X} unterliegt der negativen Binomialverteilung {\displaystyle \operatorname {NB} (r,p)} mit den Parametern {\displaystyle r} und {\displaystyle p}, wenn sie die Wahrscheinlichkeiten
{\displaystyle \operatorname {P} (X=k)={k+r-1 \choose k}p^{r}(1-p)^{k}={{k+r-1} \choose k}p^{r}q^{k}={{-r} \choose k}p^{r}(-q)^{k}}
für {\displaystyle k=0,1,2\dotsc } besitzt.
Beide Definitionen stehen über {\displaystyle X_{A}=X+r} in Beziehung (wobei {\displaystyle X_{A}} die Variante A bezeichne); während die erste Definition also nach der Anzahl der Versuche {\displaystyle n} (erfolgreiche und erfolglose) bis zum Eintreten des {\displaystyle r}-ten Erfolgs fragt, interessiert sich die alternative Darstellung für die Anzahl {\displaystyle k} der Misserfolge bis zum Eintreten des {\displaystyle r}-ten Erfolgs. Dabei werden die {\displaystyle r} Erfolge nicht mitgezählt. Die Zufallsvariable {\displaystyle X} bezeichnet dann nur die Anzahl der misslungenen Versuche.
Diese Variante wird hier Variante B genannt.

## Eigenschaften der negativen Binomialverteilung

### Erwartungswert
Variante A
Der Erwartungswert bestimmt sich zu
{\displaystyle \operatorname {E} (X)={\frac {r}{p}}\,}.
Variante B
Bei der alternativen Definition ist der Erwartungswert um {\displaystyle r} kleiner, also
{\displaystyle \operatorname {E} (X)={\frac {r}{p}}-r={\frac {r(1-p)}{p}}}.

### Varianz
Die Varianz der negativen Binomialverteilung ist für beide Definitionen gegeben durch
{\displaystyle \operatorname {Var} (X)={\frac {r(1-p)}{p^{2}}}}.
Die Varianz ist bei der alternativen Definition immer größer als der Erwartungswert (Überdispersion).

### Variationskoeffizient
Variante A
Aus Erwartungswert und Varianz ergibt sich sofort der Variationskoeffizient zu
{\displaystyle \operatorname {VarK} (X)={\sqrt {\frac {1-p}{r}}}}
Variante B
In der alternativen Darstellung ergibt sich
{\displaystyle \operatorname {VarK} (X)={\frac {1}{\sqrt {r(1-p)}}}}.

### Schiefe
Die Schiefe ergibt sich für beide Varianten zu:
{\displaystyle \operatorname {v} (X)={\frac {2-p}{\sqrt {r(1-p)}}}}.

### Wölbung
Der Exzess ist für beide Varianten
{\displaystyle \gamma ={\frac {6}{r}}+{\frac {p^{2}}{r(1-p)}}}.
Damit ist dann die Wölbung
{\displaystyle \beta _{2}={\frac {6}{r}}+{\frac {p^{2}}{r(1-p)}}+3}.

### Charakteristische Funktion
Variante A
Die charakteristische Funktion hat die Form
{\displaystyle \varphi _{X}(s)=\left({\frac {pe^{\mathrm {i} s}}{1-(1-p)e^{\mathrm {i} s}}}\right)^{r}}.
Variante B
Alternativ ergibt sich
{\displaystyle \varphi _{X}(s)=\left({\frac {p}{1-(1-p)e^{is}}}\right)^{r}}.

### Wahrscheinlichkeitserzeugende Funktion
Variante A
Für die wahrscheinlichkeitserzeugende Funktion erhält man
{\displaystyle m_{X}(s)=\left({\frac {ps}{1-(1-p)s}}\right)^{r}} mit {\displaystyle 0<s<{\frac {1}{1-p}}}.
Variante B
Analog ist dann
{\displaystyle m_{X}(s)=\left({\frac {p}{1-(1-p)s}}\right)^{r}}.

### Momenterzeugende Funktion
Variante A
Die momenterzeugende Funktion der negativen Binomialverteilung ist
{\displaystyle M_{X}(s)=\left({\frac {pe^{s}}{1-(1-p)e^{s}}}\right)^{r}} mit {\displaystyle s<|\ln(1-p)|}.
Variante B
Dann ist die Alternativdarstellung
{\displaystyle M_{X}(s)=\left({\frac {p}{1-(1-p)e^{s}}}\right)^{r}}

### Summen von negativ binomialverteilten Zufallsvariablen
Sind {\displaystyle X_{1},X_{2}} zwei unabhängige negativ binomialverteilte Zufallsvariablen zu den Parametern {\displaystyle r_{1},r_{2}} und {\displaystyle p}. Dann ist {\displaystyle X_{1}+X_{2}} wieder negativ binomialverteilt zum Parameter {\displaystyle r_{1}+r_{2}} und {\displaystyle p}. Die negative Binomialverteilung ist also reproduktiv, für die Faltung gilt
{\displaystyle \operatorname {NB} (r_{1},p)*\operatorname {NB} (r_{2},p)=\operatorname {NB} (r_{1}+r_{2},p)},
sie bildet eine Faltungshalbgruppe.

## Verallgemeinerung auf reelle Parameter
Die obige Herleitung und Interpretation der negativen Binomialverteilung über das Urnenmodell ist nur für {\displaystyle r\in \mathbb {N} } möglich. Es existiert jedoch auch eine Verallgemeinerung der negativen Binomialverteilung für {\displaystyle r\in \mathbb {R} ^{+}}. Dazu wird eine Poisson-Verteilung {\displaystyle P(k|\lambda )} betrachtet, deren Intensität {\displaystyle \lambda } zufällig gemäß einer Gamma-Verteilung mit den Parametern {\displaystyle r} und {\displaystyle {\frac {p}{1-p}}} verteilt ist. Wird nun die Mischverteilung dieser beiden Verteilungen gebildet, ergibt sich die sogenannte Poisson-Gamma-Verteilung. Für die Wahrscheinlichkeitsfunktion dieser Verteilung gilt dann
{\displaystyle {\begin{aligned}f(k|r,p)&=\int _{0}^{\infty }f_{\text{Poi}}(k|\lambda )\cdot f_{\text{Gamma}}(\lambda |r,{\frac {p}{1-p}})\;\mathrm {d} \lambda \\[8pt]&=\int _{0}^{\infty }{\frac {\lambda ^{k}}{k!}}e^{-\lambda }\cdot \lambda ^{r-1}{\frac {e^{-\lambda p/(1-p)}}{{\big (}{\frac {1-p}{p}}{\big )}^{r}\,\Gamma (r)}}\;\mathrm {d} \lambda \\[8pt]&={\frac {p^{r}(1-p)^{-r}}{k!\,\Gamma (r)}}\int _{0}^{\infty }\lambda ^{r+k-1}e^{-\lambda /(1-p)}\;\mathrm {d} \lambda \\[8pt]&={\frac {(p)^{r}(1-p)^{-r}}{k!\,\Gamma (r)}}\ (1-p)^{r+k}\,\Gamma (r+k)\\[8pt]&={\frac {\Gamma (r+k)}{k!\;\Gamma (r)}}\;(1-p)^{k}p^{r}.\end{aligned}}}
Für {\displaystyle r\in \mathbb {N} } ergibt sich gerade die Wahrscheinlichkeitsfunktion der negativen Binomialverteilung. Somit lässt sich die negative Binomialverteilung auch für {\displaystyle r\in \mathbb {R} ^{+}} sinnvoll interpretieren. Die Wahrscheinlichkeit, {\displaystyle k} Erfolge zu erreichen, ist dann gleich der Wahrscheinlichkeit, bei einer Binomialverteilung mit zufälligem, gammaverteilten Parameter {\displaystyle k} Erfolge zu erreichen. Die Gamma-Funktionen in der Wahrscheinlichkeitsfunktion können auch durch verallgemeinerte Binomialkoeffizienten ersetzt werden.
Diese Konstruktion entspricht der oben definierten Variante B. Alle Charakteristika, wie Erwartungswert, Varianz und so weiter, bleiben unverändert gültig. Zudem ist die Variante für reelles {\displaystyle r>0} unendlich teilbar.

## Beziehungen zu anderen Verteilungen

### Beziehung zur Binomialverteilung
In der Tabelle wird die Beziehung zur Binomialverteilung veranschaulicht:
|                             | Deterministisch            | Zufällig                   | Fragestellung                                                                                  |
| Binomialverteilung          | {\displaystyle n} Versuche | {\displaystyle X} Erfolge  | Wie viele Erfolge {\displaystyle X} haben wir in {\displaystyle n} Versuchen?                  |
| Negative Binomialverteilung | {\displaystyle x} Erfolge  | {\displaystyle N} Versuche | Wie viele Versuche {\displaystyle N} sind erforderlich, um {\displaystyle x} Erfolge zu haben? |

### Beziehung zur geometrischen Verteilung
Die negative Binomialverteilung geht für {\displaystyle r=1} in die geometrische Verteilung über, wobei hier die Variante A zur Variante A der geometrischen Verteilung führt und analog für die Variante B. Andererseits ist Summe {\displaystyle X=\sum _{i=1}^{r}X_{i}} voneinander unabhängiger geometrisch verteilter Zufallsgrößen {\displaystyle X_{1},\dots ,X_{r}} mit demselben Parameter {\displaystyle p} negativ-binomialverteilt {\displaystyle \operatorname {NB} (r,p)} mit den Parametern {\displaystyle p} und {\displaystyle r}. Auch hier ist zu beachten, welche Parametrisierungsvariante gewählt wurde. Als Summe unabhängiger, identisch verteilter Zufallsvariablen ist {\displaystyle X} für große {\displaystyle r} annähernd normalverteilt.

### Beziehung zur zusammengesetzten Poisson-Verteilung
Die negative Binomialverteilung in der Variante B entsteht aus der zusammengesetzten Poisson-Verteilung, wenn man diese mit der logarithmischen Verteilung kombiniert. Als Parameter wählt man {\displaystyle p_{\text{log}}=1-p_{\text{neg}}} und {\displaystyle \textstyle r={\frac {-\lambda }{\ln(1-p_{\text{log}})}}}.

## Beispiel

Wahrscheinlichkeitsfunktion der negativen Binomialverteilung

Verteilungsfunktion der negativen Binomialverteilung

Die Studentin Paula spielt heute Abend Skat. Aus langer Erfahrung weiß sie, dass sie bei jedem 5. Spiel gewinnt. Gewinnen ist folgendermaßen definiert: Sie muss zunächst ein Spiel durch Reizen bekommen, dann muss sie dieses Spiel gewinnen.
Da sie morgen um acht Uhr Statistik-Vorlesung hat, soll der Abend nicht zu lang werden. Deshalb hat sie beschlossen, nach dem 10. gewonnenen Spiel nach Hause zu gehen. Nehmen wir an, dass ein Spiel etwa 4 Minuten dauert (großzügig gerechnet). Mit welcher Wahrscheinlichkeit kann sie nach zwei Stunden nach Hause gehen, also nach 30 Spielen?
Wir gehen mit unseren Überlegungen analog zu oben vor:
Mit welcher Wahrscheinlichkeit hat sie in 29 Spielen 9-mal gewonnen? Wir berechnen diese Wahrscheinlichkeit mit der Binomialverteilung, in Begriffen des Urnenmodells bei 29 Versuchen und 9 Kugeln erster Sorte:
{\displaystyle P(Y=9)={29 \choose 9}0{,}2^{9}\cdot 0{,}8^{20}=0{,}0591.}
Die Wahrscheinlichkeit, den 10. Gewinn beim 30. Spiel zu machen, ist nun
{\displaystyle P(X=30)=0{,}0591\cdot 0{,}2=0{,}0118.}
Diese Wahrscheinlichkeit scheint nun sehr klein zu sein. Die Grafik der negativ binomialverteilten Zufallsvariablen {\displaystyle X} zeigt, dass insgesamt die Wahrscheinlichkeiten sehr klein bleiben. Wie soll da die arme Paula jemals ins Bett kommen? Wir können sie beruhigen: Es genügt ja, danach zu fragen, wie viele Versuche Paula höchstens braucht, es müssen ja nicht genau 30 sein.
Die Wahrscheinlichkeit, dass höchstens 30 Versuche nötig sind, ist die Verteilungsfunktion {\displaystyle F(x)} der negativen Binomialverteilung an der Stelle {\displaystyle x=30}, was hier die Summe der Wahrscheinlichkeiten {\displaystyle P(X=0)+P(X=1)+P(X=2)+\dots +P(X=30)} ergibt. Ein Blick auf die Grafik der Verteilungsfunktion zeigt: Wenn Paula mit einer 50%igen Wahrscheinlichkeit zufrieden ist, müsste sie höchstens ca. 50 Spiele absolvieren, das wären 50·4 min = 200 min = 3h 20 min. Um mit einer 80%igen Wahrscheinlichkeit ihre 10 Gewinne zu bekommen, müsste sie höchstens ca. 70 Spiele spielen, also knapp 5 Stunden. Vielleicht sollte Paula doch ihre Strategie der Spielezahl ändern.